# Parlement européen des jeunes
Le Parlement européen des jeunes (PEJ, aussi appelé EYP, de l'anglais European Youth Parliament) est une « association non partisane d'éducation à la citoyenneté active et européenne » à but non lucratif, qui encourage les jeunes européens à participer à la politique européenne. Il a été créé en 1987.

## Présentation
Fondé en 1987 à Fontainebleau, le Parlement européen des jeunes (PEJ) est une organisation réellement unique, rassemblant des jeunes de toute l'Europe, et les encourageant à avoir leur propre mot à dire dans la formation du futur de leur continent. Elle implique 40 000 jeunes de toute l'Europe dans ses événements et a près de 5 000 membres actifs dans les différents pays. Le PEJ cherche ainsi à promouvoir la dimension européenne dans l'éducation à donner aux jeunes de 16 à 22 ans, l'occasion de participer à une expérience pratique et pédagogue. En tant que citoyens de l'avenir, l'expérience du PEJ encourage les jeunes à prendre conscience des pensées et caractéristiques d'autres nations, à respecter leurs différences, et à apprendre à travailler ensemble pour le bien commun.

## Les relais dans chaque pays
Des organisations nationales ont été créées dans la plupart des pays européens :
- Arménie
- Autriche[2]
- Biélorussie[3]
- Belgique[4]
- Bulgarie[5]
- Croatie
- Chypre
- République tchèque[6]
- Danemark
- Estonie[7]
- Finlande[8]
- France[9]
- Géorgie
- Allemagne[10]
- Grèce
- Hongrie
- Islande
- Irlande[11]
- Italie[12]
- Lettonie[13]
- Lituanie[14]
- Luxembourg
- Macédoine du Nord[15]
- Malte
- Pays-Bas[16]
- Norvège[17]
- Pologne[18]
- Portugal
- Roumanie[19]
- Serbie-et-Monténégro
- Slovénie
- Espagne
- Suède
- Suisse[20]
- Turquie
- Ukraine[21]
- Royaume-Uni[22]

## La section nationale française du Parlement Européen des Jeunes
En France en 1994, une section nationale française du Parlement Européen des Jeunes a été créée. Cette association « Parlement Européen des Jeunes - France » a été fondée par Laurent Grégoire, resté longtemps trésorier de l'association et entouré par des jeunes.
Cette association concourt aux efforts faits par le mouvement associatif européen dont Laurent Grégoire distingue quatre types d'associations :
- les « militantes » (le Mouvement fédéraliste français « La Fédération », le Mouvement européen par exemple dont sa branche française, le Mouvement européen-France)
- les « apartisanes » qui promeuvent l'échange et la compréhension mutuelle, tel que le Parlement Européen des Jeunes
- les « ONG »
- et enfin celles qui suscitent réflexions et propositions, autrement dit les « think tanks ».

Depuis le 25 mai 2009, l'objet de cette association est de :
- poursuivre en France toute activité permettant de promouvoir la dimension européenne dans l’éducation, la formation et le développement personnel des jeunes;
- contribuer au développement du parlement européen des jeunes et favoriser la participation des jeunes à ses activités ;
- intéresser les jeunes au développement et à l’avenir de l’Europe;
- encourager les jeunes à participer à la vie civique, sociale et démocratique et à prendre des initiatives ;
- favoriser les liens entre les jeunes ayant participé à des activités du parlement européen des jeunes ;
- dans la mise en œuvre de ses objectifs, l’association veille à s’adresser au plus grand nombre de jeunes, et notamment à ceux ayant moins d’opportunités.

### Comités régionaux
Le PEJ dispose de 6 comités régionaux décentralisés :
- Comité Nord-Est
- Comité Grand Ouest
- Comité Ile-de-France
- Comité Centre-Est
- Comité Centre-Ouest
- Comité Grand Sud

Ces comités ont pour but de veiller à pérenniser l'activité du réseau PEJ et à la développer, ces comités régionaux peuvent aussi organiser des sessions au niveau régional

## Événements
Il existe plusieurs catégories de sessions au PEJ :
- Les sessions internationales (abrégées SI) d'une durée d'une dizaine de jours.
- Les sessions nationales (abrégées SN) d'une durée variable selon le comité national organisateur (environ trois jours en France).
- Les sessions régionales (abrégées SR) d'une durée d'environ trois jours.
- Les sessions "une journée" (abrégées S1J), ces dernières ne concernant en règle générale qu'une ville ou un établissement scolaire et sont un type de sessions exclusivement français.

En France, les sessions régionales et nationales se déroulent sur le même modèle et comportent plusieurs similitudes comme un planning quasi identique. Alors que les sessions régionales n'ont en règle générale aucun enjeu particulier, les sessions nationales permettent dans la plupart des pays européens de désigner les délégués a la prochaine session internationale.
Chaque session est composée de travaux en commission, sur des problèmes politiques européens d'actualité, et de l'Assemblée plénière, durant laquelle les résolutions élaborées par les commissions sont examinées, amendées et approuvées.
Il existe, en dehors des Sessions Internationales, d'autres évènements internationaux organisés par le PEJ comme des forums européens organisés sur une dizaine de jours par un comité national, et reprenant sensiblement le même mode de fonctionnement qu'une session internationale.
Le Parlement Européen des Jeunes a également plusieurs fois organisés des forums Euro-méditerranéens pour la jeunesse, regroupant à la fois des jeunes issus des pays du Conseil de l'Europe, mais aussi des jeunes issus des pays de l'Union pour la Méditerranée.
En France, à l'occasion de la fête de l'Europe, le 9 mai, de petits évènements ponctuels sont organisés régulièrement dans divers établissements scolaires.

### Sessions internationales
Le PEJ organise trois sessions internationales de neuf jours par an. Elles sont organisées dans différents pays et chaque Européen, quel que soit son pays d'origine (pas seulement les membres de l'Union européenne) est invité à se joindre à l'événement. L'organisation nationale de chaque pays sélectionne une délégation de dix membres -ou moins- jusqu’à la 71e Session Internationale puis 9 membres maximum afin de participer à chaque session. Ce changement est dû à l'augmentation du nombre de comités nationaux et donc de délégations.
Bien que les langues officielles du PEJ soient l'anglais et le français, la langue de travail officieuse est bien souvent l'anglais car cette langue est parlée et comprise par la totalité des délégués ce qui n'est pas le cas du français. Lors des assemblées plénières, on peut néanmoins noter que le français est partiellement utilisé.
Voici la liste des Sessions Internationales passées et futures en février 2019. 88 sessions ont eu lieu, dont huit en France :
| \| Fontainebleau Thessalonique Lisbonne Kronberg Prague Barcelone Oxford Strasbourg Gand Berne Budapest Luxembourg Berlin Bruxelles Holstebro Göteborg Dublin Milan Helsinki Nicosie Édimbourg Grenade Vienne Rome Weimar Hämeenlinna Athènes Stockholm Dubrovnik Porto Riga Turin Tallinn Durham Tábor Stavanger Bâle Bari Paris Ventspils Kiev Potsdam Białystok Liverpool Rennes Louvain Tromsø Francfort Lviv Lillehammer Grenoble Zagreb Istanbul Amsterdam Munich Zurich Tbilissi Leipzig Tampere Izmir Laax \| Localisation des villes où ont eu lieu des sessions Internationales du Parlement Européen des Jeunes. |
| Fontainebleau Thessalonique Lisbonne Kronberg Prague Barcelone Oxford Strasbourg Gand Berne Budapest Luxembourg Berlin Bruxelles Holstebro Göteborg Dublin Milan Helsinki Nicosie Édimbourg Grenade Vienne Rome Weimar Hämeenlinna Athènes Stockholm Dubrovnik Porto Riga Turin Tallinn Durham Tábor Stavanger Bâle Bari Paris Ventspils Kiev Potsdam Białystok Liverpool Rennes Louvain Tromsø Francfort Lviv Lillehammer Grenoble Zagreb Istanbul Amsterdam Munich Zurich Tbilissi Leipzig Tampere Izmir Laax |

- 1re Session Internationale à Fontainebleau, France, 1988
- 2e Session Internationale à Fontainebleau, France, 1989
- 3e Session Internationale à Thessalonique, Grèce, 1989
- 4e Session Internationale à Fontainebleau, France, 1990
- 5e Session Internationale à Lisbonne, Portugal, 1990
- 6e Session Internationale à Kronberg, Allemagne, 1990
- 7e Session Internationale à Prague, République tchèque, 1991
- 8e Session Internationale à Barcelone, Espagne, 1991
- 9e Session Internationale à Oxford, Royaume uni, 1992
- 10e Session Internationale à Strasbourg, France, 1992
- 11e Session Internationale à Gand, Belgique, 1992
- 12e Session Internationale à Budapest, Hongrie, 1993
- 13e Session Internationale à Luxembourg, Luxembourg, 1993
- 14e Session Internationale à Fontainebleau, France, 1993
- 15e Session Internationale à Berlin, Allemagne, 1994
- 16e Session Internationale à Bruxelles, Belgique, 1994
- 17e Session Internationale à Holstebro, Danemark, 1994
- 18e Session Internationale à Göteborg, Suède, 1995
- 19e Session Internationale à Dublin, Irlande, 1995
- 20e Session Internationale à Milan, Italie, 1995
- 21e Session Internationale à Helsinki, Finlande, 1996
- 22e Session Internationale à Munich, Allemagne, 1996
- 23e Session Internationale à Nicosie, Chypre, 1996
- 24e Session Internationale à Thessalonique[27], Grèce 1997
- 25e Session Internationale à Barcelone, Espagne, 1997
- 26e Session Internationale à Édimbourg, Royaume-Uni, 1997
- 27e Session Internationale à Grenade, Espagne, 1998
- 28e Session Internationale à Bruxelles, Belgique, 1998
- 29e Session Internationale à Vienne, Autriche, 1998
- 30e Session Internationale à Rome, Italie, 1999
- 31e Session Internationale à Weimar, Allemagne, 1999
- 32e Session Internationale à Hämeenlinna, Finlande, 1999
- 33e Session Internationale à Athènes, Grèce, 2000
- 34e Session Internationale] à Berne[28], Suisse, 2000
- 35e Session Internationale à Oxford, Royaume-Uni, 2000
- 36e Session Internationale à Stockholm, Suède, 2001
- 37e Session Internationale à Dubrovnik, Croatie, 2001
- 38e Session Internationale à Porto, Portugal, 2001
- 39e Session Internationale à Riga, Lettonie, 2002
- 40e Session Internationale à Gand[29], Belgique, 2002
- 41e Session Internationale à Turin, Italie, 2002
- 42e Session Internationale à Prague[30], République tchèque, 2003
- 43e Session Internationale à Dublin, Irlande, 2003
- 44e Session Internationale à Tallinn[31], Estonie, 2003
- 45e Session Internationale à Durham, Royaume-Uni, 2004
- 46e Session Internationale à Tábor[32], Republique tchèque, 2004
- 47e Session Internationale à Berlin[33], Allemagne, 2004
- 48e Session Internationale à Stavanger[34], Norvège, printemps 2005
- 49e Session Internationale à Bâle[35], Suisse, été 2005
- 50e Session Internationale à Bari[36], Italie, Automne 2005
- 51e Session Internationale à Paris[37], France, Spring 2006
- 52e Session Internationale à Ventspils-Riga[38], Lituanie, été 2006
- 53e Session Internationale à Kiev[39], Ukraine, automne 2006
- 54e Session Internationale à Potsdam[40], Allemagne, Spring 2007
- 55e Session Internationale à Białystok[41], Pologne, été 2007
- 56e Session Internationale à Dublin[42], Irlande, automne 2007
- 57e Session Internationale à Prague[43], République tchèque, printemps 2008
- 58e Session Internationale à Liverpool[44], Royaume-Uni, été 2008
- 59e Session Internationale à Rennes[45], France, automne 2008
- 60e Session Internationale à Stockholm[46], Suède, printemps 2009
- 61e Session Internationale à Louvain[47], Belgique, été 2009
- 62e Session Internationale à Helsinki[48], Finlande, automne 2009
- 63e Session Internationale à Tromsø[49], Norway, printemps 2010
- 64e Session Internationale à Francfort-sur-le-Main[50], Allemagne, été 2010
- 65e Session Internationale à Lviv[51], Ukraine, automne 2010
- Session Internationale Extraordinaire à Lillehammer[52], Norvège, hiver 2010
- 66e Session Internationale à Athènes[53], Grèce, printemps 2011
- 67e Session Internationale] à Grenoble[54], France, été 2011
- 68e Session Internationale à Zagreb[55], Croatie, automne 2011
- 69e Session Internationale à Istanbul[56], Turquie, printemps 2012
- 70e Session Internationale à Tallinn[57], Estonie, été 2012
- 71e Session Internationale à Amsterdam[58], Pays-Bas, automne 2012
- 72e Session Internationale à Munich[59], Allemagne, printemps 2013
- 73e Session Internationale à Zurich[60], Suisse, été 2013
- 74e Session Internationale à Tbilissi[61], Géorgie, automne 2013
- 75e Session Internationale à Riga, Lettonie, printemps 2014
- 76e Session Internationale à Barcelone, Espagne, été 2014
- 77e Session Internationale à Kiev, Ukraine, automne 2014 : session annulée dû à l'instabilité politique du pays
- 78e Session Internationale à Izmir, Turquie, printemps 2015
- 79e Session Internationale à Tampere[62], Finlande, été 2015
- 80e Session Internationale à Leipzig[63], Allemagne, automne 2015
- 81e Session Internationale à Dublin en Irlande et à Belfast, Royaume-Uni, printemps 2016
- 82e Session Internationale à Rennes, France, été 2016
- 83e Session Internationale à Laax, Suisse, automne 2016
- 84e Session Internationale à Trondheim, Norvège, printemps 2017
- 85e Session Internationale à Brno, République Tchèque, été 2017
- 86e Session Internationale à Tbilissi, Géorgie, automne 2017
- 87e Session Internationale à Vilnius, Lithuanie, été 2018.
- 88e Session Internationale à Rotterdam, Pays-Bas, automne 2018.
- 89e Session Internationale à Erevan, Arménie, printemps 2019.
- 90e Session Internationale à Valence, Espagne, printemps 2019.
- 91e Session Internationale à Hambourg, Allemagne, automne 2019.
- 92e Session Internationale à Milan, Italie, printemps 2020.
- 93e Session Internationale à Varsovie, Pologne, automne 2020.

### Organisation d'une session
Chaque session, bien qu'ayant son propre caractère unique, est largement basée sur des éléments invariables, qui sont détaillés ci-dessous. De manière générale, ils aident à remplir les objectifs de la session, à savoir de donner l'occasion aux participants de penser à propos des défis soumis à l'Europe, ainsi que la chance de pouvoir apprendre à se connaître et à connaître la culture de l'autre d'une meilleure manière.

#### Week-end de préparation
Au début d'une session du PEJ, les jeunes de toute l'Europe se rassemblent en équipes de 12 à 20, qui constitueront les « commissions ». Le but de ce premier contact appelé « teambuilding » est pour les jeunes d'apprendre à se connaître et de souder chaque équipe. Sous la direction de « team-builders » expérimentés, et en coopération avec le « Chair » de la commission, les délégués engagent plusieurs activités tant physiques que créatives, résolutions de problèmes, mais toutes étant ludiques et conçues pour faire que ce groupe disparate de personnes travaille en équipe.

#### Travail en commission
Les délégués de chaque commission se rassemblent, travaillant à présent efficacement grâce aux résultats du Teambuilding. Ils devront presque certainement accepter des compromis, de façon à trouver un accord dans le temps imparti. Afin de les aider, chaque commission a un « Chair », un « PEJiste » expérimenté, qui s'assure que les idées de tout le monde soient entendues et que la résolution synthétise les idées du groupe. Chacun aura ainsi appris à prendre en compte les points de vue des autres, les cultures différentes.

#### Assemblée plénière
L'assemblée plénière réunit tous les participants à la session, afin de pondérer les résultats des travaux en commission. Chaque commission présente et défend sa « motion pour une résolution », qui est ensuite débattue pendant environ 40 minutes par l'Assemblée. À la fin de chaque débat, l'Assemblée procède au vote. Les résolutions qui sont adoptées sont ensuite présentées notamment au Parlement européen et aux gouvernements nationaux. Même s'il est vrai que le Parlement s'est parfois saisi de sujets apportés par des résolutions du PEJ, le but principal du PEJ n'est pas tant d'exercer de l'influence politique que de fournir une expérience éducative pour les participants.

#### Eurovillage
Chacun des pays représentés tient un petit stand où sont présentés des objets de leur pays, notamment de la nourriture spécifique de leur pays, des souvenirs et des brochures d'information nationale, un drapeau derrière eux.